# Movimento dos direitos dos homens
O movimento dos direitos dos homens (MRM) é uma ramificação do movimento dos homens. Em particular, o MRM é composto por uma variedade de grupos e indivíduos conhecidos como ativistas dos direitos dos homens (MRAs), que se concentram em questão socials – como serviços governamentais específicos – que afetam negativamente ou, em alguns casos, discriminam estruturalmente homens e meninos. Entre os tópicos comuns discutidos no movimento dos direitos dos homens estão o direito de família, incluindo questões como custódia de filhos, pensão alimentícia e divisão de bens conjugais; reprodução; suicídio; violência doméstica contra homens; falsas acusações de estupro; circuncisão; educação; conscrição; redes de proteção social; e políticas de saúde. O movimento dos direitos dos homens originou-se a partir do movimento de libertação dos homens no início da década de 1970, sendo que ambos os grupos compõem parte do maior movimento dos homens.
Muitos estudiosos descrevem o movimento, ou partes dele, como uma reação contra o feminismo. Setores do movimento dos direitos dos homens têm sido descritos por alguns estudiosos e comentaristas como misóginos, – e, em alguns casos, como defensores da violência contra as mulheres. Em 2018, o Southern Poverty Law Center categorizou alguns grupos dos direitos dos homens como parte de uma ideologia de ódio sob o guarda-chuva da supremacia masculina, ao mesmo tempo em que afirmava que outros "se concentravam em queixas legítimas". Em 2024, a ONU Mulheres afirmou que os movimentos dos direitos dos homens, como um todo, são movimentos anti-direitos.

## História

### Precursores
O termo "direitos dos homens" foi utilizado pelo menos já em fevereiro de 1856, quando apareceu na Putnam's Magazine. O autor estava respondendo à questão dos direitos das mulheres, denominando-o um "novo movimento para a reforma social e até para a revolução política", o qual o autor propôs contrapor com os direitos dos homens. Ernest Belfort Bax escreveu A Submissão Legal dos Homens em 1896, zombando do movimento dos direitos das mulheres como um esforço farsesco por parte das mulheres – o "sexo privilegiado" – para provar que estavam "oprimidas".
Três organizações de direitos dos homens, vagamente conectadas, formaram-se na Áustria no período entreguerras. A Liga pelos Direitos dos Homens foi fundada em 1926 com o objetivo de "combater todos os excessos da emancipação feminina". Em 1927, a Liga Justitia pela Reforma do Direito de Família e a Liga Mundial Aequitas pelos Direitos dos Homens desmembraram-se da Liga pelos Direitos dos Homens. Os três grupos de direitos dos homens se opuseram à entrada das mulheres no mercado de trabalho e àquilo que viam como a influência corrosiva do movimento feminino nas instituições sociais e legais. Criticavam as leis de casamento e família, especialmente a exigência de pagar pensão para ex-esposas e para filhos ilegítimos, e defendiam o uso de testes sanguíneos para determinar a paternidade. Justitia e Aequitas publicaram seus próprios periódicos efêmeros, Jornal dos Defensores dos Direitos dos Homens e Autodefesa, nos quais expressavam suas opiniões fortemente influenciadas pelas obras de Heinrich Schurtz, Otto Weininger e Jörg Lanz von Liebenfels. As organizações deixaram de existir antes de 1939.

### Separação do movimento de libertação dos homens

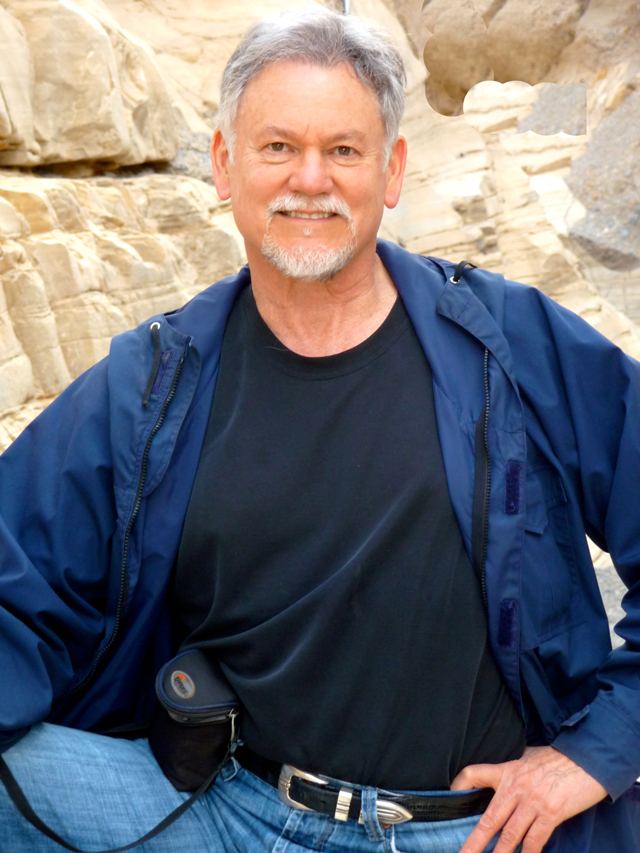
Warren Farrell, um defensor do movimento dos direitos dos homens

O movimento moderno dos direitos dos homens emergiu do movimento de libertação dos homens, que surgiu na primeira metade da década de 1970, quando estudiosos começaram a estudar as ideias e políticas feministas. Esses estudiosos reconheceram o poder institucional dos homens enquanto examinavam criticamente as consequências da masculinidade hegemônica, acreditando que tanto homens quanto mulheres sofriam em uma sociedade patriarcal. O movimento de libertação dos homens era liderado por psicólogos que argumentavam que a feminilidade e a masculinidade eram comportamentos socialmente construídos e não o resultado de genes. Eles tentavam equilibrar as duas ideias: que os homens eram responsáveis por oprimir as mulheres, mas também eram oprimidos por si mesmos devido aos papéis de gênero restritivos.
Na metade da década de 1970, esse movimento passou a focar na opressão dos homens e menos nos efeitos do sexismo sobre as mulheres. No final dos anos 1970, o movimento dividiu-se em duas vertentes opostas: o movimento dos homens pró-feministas e o movimento dos direitos dos homens antifeminista, que vê os homens como um grupo oprimido.
```
Na década de 1980, o movimento dos direitos dos homens passou a focar apenas nas maneiras pelas quais os papéis sexuais discriminavam os homens, em vez da opressão que causava em ambos os gêneros. O autor 
Herb Goldberg
 afirmou que os EUA eram uma "sociedade matriarcal" porque as mulheres têm o poder de transgredir os papéis de gênero e assumir papéis masculinos e femininos, enquanto os homens permanecem restritos ao papel puramente masculino.
[
26
]
 Reneé Blank e Sandra Slipp, em 1994, compilaram os testemunhos de homens que acreditavam ser vítimas de discriminação com base em seu sexo e raça. Isso ocorreu em uma época em que as mulheres ingressavam no mercado de trabalho e assumiam posições de gerência.
[
27
]
[
28
]
```

```
Uma grande preocupação do movimento dos direitos dos homens tem sido a questão dos 
direitos dos pais
.
[
19
]
 Nas décadas de 1980 e 1990, os ativistas dos direitos dos homens se opuseram às mudanças sociais defendidas pelas feministas e defenderam a ordem de gênero patriarcal na família, nas escolas e no ambiente de trabalho.
[
29
]
 O sociólogo 
Michael Kimmel
 afirma que as críticas iniciais aos papéis de gênero "transformaram-se numa celebração de tudo que é masculino e numa quase obsessão com o próprio papel masculino tradicional".
[
30
]
```

### Organizações
Uma das primeiras grandes organizações de direitos dos homens foi a Coalition of American Divorce Reform Elements, fundada por Richard Doyle em 1971, da qual a Men's Rights Association se desprendeu em 1973. A Free Men Inc. foi fundada em 1977 em Columbia, Maryland, dando origem a vários capítulos nos anos seguintes, que eventualmente se fundiram para formar a National Coalition of Free Men (conhecida, desde 2008, como National Coalition for Men). A Men's Rights, Inc. também foi formada em 1977,
; a Organização Nacional para Homens foi fundada em 1983, e a Fathers and Families foi constituída em 1994. No Reino Unido, um grupo dos direitos dos homens, autodenominado UK Men's Movement, começou a se organizar no início dos anos 1990. A Save Indian Family Foundation (SIFF) foi fundada em 2005 e, em 2010, afirmava ter mais de 30.000 membros.

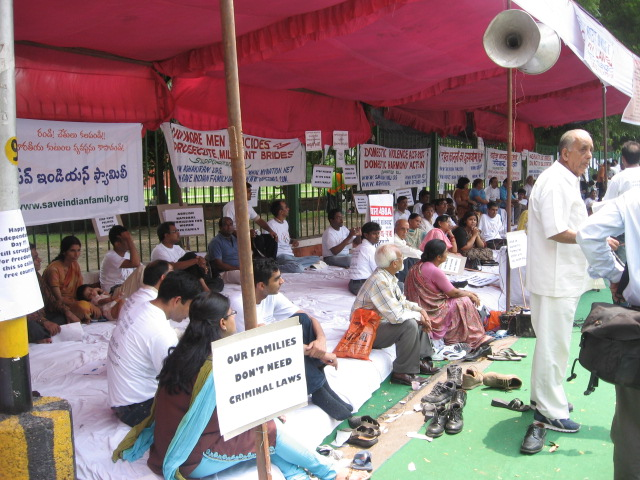
Protesto em Nova Delhi pelos direitos dos homens organizado pela Save Indian Family Foundation.

Grupos dos direitos dos homens se formaram em alguns países europeus durante períodos de mudança rumo ao conservadorismo e políticas que apoiam relações familiares e de gênero patriarcais. Nos Estados Unidos, o movimento dos direitos dos homens tem vínculos ideológicos com o neoconservadorismo. Ativistas dos direitos dos homens receberam apoio de lobbying de organizações conservadoras e seus argumentos foram amplamente divulgados na mídia neoconservadora.
Partidos políticos marginais que se concentram nos direitos dos homens foram formados, incluindo – mas não se limitando a – o australiano Non-Custodial Parents Party (Equal Parenting), o israelense Man's Rights in the Family Party, e o partido Justiça para Homens e Meninos no Reino Unido.

### Presença online
O movimento dos direitos dos homens tornou-se mais vocal e organizado com o desenvolvimento da Internet, onde os ativistas tendem a se congregar. Os sites e fóruns dos direitos dos homens proliferaram na manosfera online.
Embora alguns desses grupos mantenham relações adversariais entre si, tendem a ser unidos em sua misoginia, na promoção da masculinidade e na oposição ao feminismo.
Os defensores dos direitos dos homens frequentemente utilizam a metáfora da pílula vermelha e pílula azul do filme The Matrix para se identificarem online; aqueles que aceitam a ideia de que os homens são as vítimas oprimidas de uma sociedade misândrica são ditos como tendo "tomado a pílula vermelha". O site de Paul Elam, A Voice for Men (AVFM), funciona como um ponto central de discussão e organização das questões dos direitos dos homens. Outros sites dedicados aos direitos dos homens são o Fathers Rights Foundation e o MGTOW.com (Homens Seguindo seu Próprio Caminho),
além de diversos fóruns no Reddit como o /r/MensRights e o /r/TheRedPill.

## Ideologia
Muitos estudiosos consideram o movimento dos direitos dos homens uma reação ou como contramovimento em relação ao feminismo.
O movimento dos direitos dos homens, em geral, incorpora pontos de vista que rejeitam as ideias feministas e pró-feministas. Os ativistas dos direitos dos homens afirmam que o feminismo ultrapassou seus objetivos originais e agora prejudica os homens. Os MRAs acreditam que os homens são vítimas do feminismo e das influências feminilizadoras na sociedade, e que entidades como as instituições públicas agora discriminam os homens.
Ativistas dos direitos dos homens argumentam que a sociedade historicamente beneficiou as mulheres e a feminilidade em detrimento dos homens – uma ideia denominada gincocentrismo. Os MRAs afirmam que o patriarcado é um mito feminista e que o feminismo cria vantagens injustas para as mulheres, fazendo com que os homens se tornem um grupo desfavorecido. Eles argumentam que os homens não são apenas oprimidos, mas também degradados e vilipendiados; essa ideia de misandria – ou ódio aos homens – é comumente usada pelos MRAs para refutar as acusações feministas de misoginia. O feminismo é retratado como tendo se degenerado de seu propósito original, que era ser um movimento por igualdade básica, para se tornar um instrumento de mulheres vindicativas e irracionais para adquirir poder e expressar seu ódio aos homens.
Os ativistas dos direitos dos homens contestam que os homens, como grupo, possuam poder institucional e privilegio masculino e acreditam que os homens são vitimizados em relação às mulheres, inclusive em relação a questões consideradas feministas, como violência doméstica, pornografia, prostituição e sexismo na mídia. O movimento está dividido entre aqueles que consideram o sexismo igualmente prejudicial para homens e mulheres e aqueles que veem os homens como desfavorecidos em relação às mulheres, que se beneficiariam do "privilegio feminino".
Grupos dos direitos dos homens geralmente rejeitam a noção de que o feminismo se interessa pelos problemas dos homens, e alguns ativistas dos direitos dos homens chegaram a ver o movimento feminino como uma conspiração para ocultar deliberadamente a discriminação contra os homens e promover o gincocentrismo.
Warren Farrell e Herb Goldberg argumentam que as mulheres detêm o verdadeiro poder na sociedade por meio de seus papéis como principais cuidadoras de filhos, e que o poder masculino é uma ilusão.
O sociólogo Michael Messner afirma que o movimento inicial dos direitos dos homens "apropria-se da linguagem simétrica dos papéis sexuais" empregada primeiro pelas feministas, o que implica um equilíbrio falso do poder institucional entre homens e mulheres. O estudioso de masculinidades Jonathan A. Allan descreveu o movimento dos direitos dos homens como um movimento reacionário definido por sua oposição às mulheres e ao feminismo, mas que ainda não formulou suas próprias teorias e metodologias fora do antifeminismo.

## Tópicos
Os defensores dos direitos dos homens se preocupam com uma ampla variedade de questões, algumas das quais deram origem a seus próprios grupos ou movimentos, como o movimento dos direitos dos pais, preocupado especificamente com questões de divórcio e custódia de filhos. Alguns – se não todas – as questões dos direitos dos homens derivam dos papéis de gênero e, segundo o sociólogo Allan G. Johnson, do patriarcado.

### Adoção
Ativistas dos direitos dos homens buscam expandir os direitos dos pais não casados em casos de adoção de seus filhos. Warren Farrell argumenta que, ao não informar o pai sobre uma gravidez, a mãe privaria a criança adotada de um relacionamento com o pai biológico. Ele propõe que a mulher seja legalmente obrigada a envidar todos os esforços razoáveis para notificar o pai sobre a gravidez dentro de quatro a cinco dias. Em resposta, o filósofo James P. Sterba concorda que, por razões morais, uma mulher deve informar o pai sobre a gravidez e adoção, mas que isso não deveria ser imposto legalmente, pois poderia resultar em pressão indevida – por exemplo, para que a mulher opte pelo aborto.

### Leis anti-dote
Organizações dos direitos dos homens, como a Save Indian Family Foundation (SIFF), afirmam que as mulheres fazem mau uso da legislação destinada a protegê-las contra morte por dote e queima de noiva. A SIFF é uma organização dos direitos dos homens na Índia que se concentra no abuso das leis anti-dote na Índia contra os homens. A SIFF tem feito campanha pela abolição da Seção 498A do Código Penal Indiano, que penaliza a crueldade por parte dos maridos (e da família do marido) na busca do dote ou por levar uma esposa ao suicídio. A SIFF afirma que as leis anti-dote são frequentemente abusadas para resolver disputas insignificantes no casamento e que recebem regularmente ligações de muitos homens que alegam que suas esposas usaram falsas acusações de dote para aprisioná-los.

### Custódia de filhos
O direito de família é uma área de grande preocupação entre os grupos dos direitos dos homens. Os defensores dos direitos dos homens argumentam que o sistema legal e os tribunais de família discriminam os homens, especialmente no que diz respeito à custódia de filhos após o divórcio. Eles defendem que os homens não possuem os mesmos direitos de contato ou de paternidade compartilhada de forma equitativa em relação à sua ex-esposa e usam estatísticas sobre a concessão de custódia como evidência do viés judicial contra os homens. Os defensores dos direitos dos homens buscam mudar o ambiente jurídico para os homens por meio de alterações no direito de família, por exemplo, pressionando para que a custódia compartilhada se torne o arranjo padrão, salvo nos casos em que um dos pais seja inapto ou não esteja disposto a exercer a paternidade. Eles apropriaram a retórica feminista de "direitos" e "igualdade" em seu discurso, enquadrando a custódia de filhos como uma questão de direitos civis básicos. Ativistas dos direitos dos homens afirmam que a falta de contato com os filhos faz com que os pais fiquem menos inclinados a pagar pensão alimentícia. Outros citam a desacreditada síndrome de alienação parental ou a alienação parental como razão para conceder a custódia aos pais; eles alegam que as mães alienam os filhos dos pais e fazem falsas acusações de abuso para buscar vingança contra os pais.

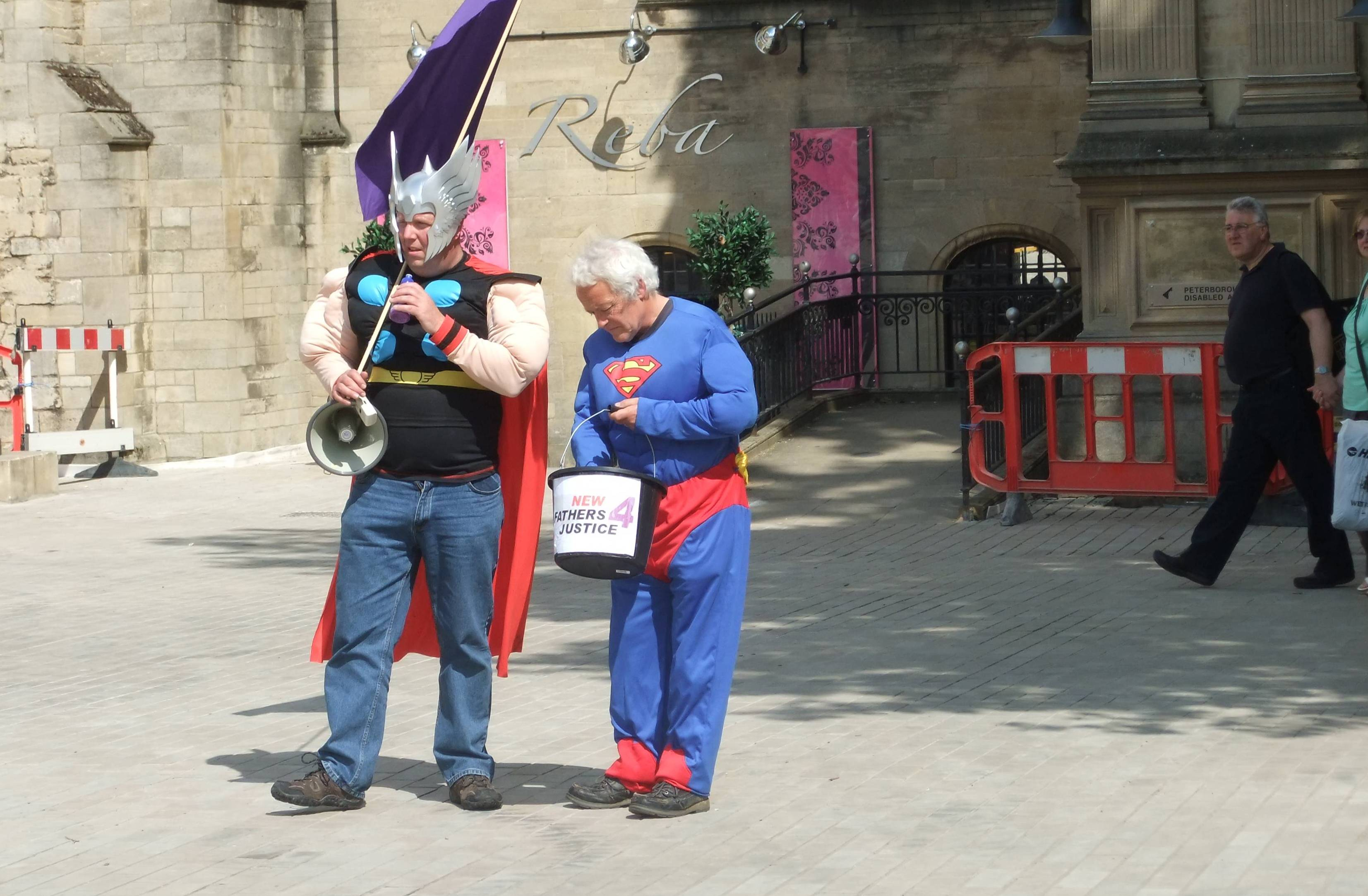
Duas manifestantes do grupo britânico dos direitos dos pais Fathers 4 Justice protestando em Peterborough em 2010.

 Críticos e estudiosos afirmam que pesquisas empíricas não sustentam a noção de viés judicial contra os homens e que os defensores dos direitos dos homens distorcem estatísticas de forma a ignorar o fato de que a maioria dos homens não busca a custódia, e que a esmagadora maioria dos casos de custódia é resolvida fora do tribunal.
Acadêmicos criticam o enquadramento retórico das decisões de custódia, afirmando que os defensores dos direitos dos homens apelam para "direitos iguais" sem jamais especificar quais direitos legais consideram ter sido violados. Críticos afirmam que a retórica dos direitos dos homens sobre as "necessidades" das crianças que acompanha o pedido de direitos dos pais serve apenas para desviar as críticas de que eles são motivados por interesses próprios e encobre as próprias reivindicações dos defensores dos direitos dos homens. Críticos argumentam que homens abusivos utilizam alegações de alienação parental para contrapor as legítimas preocupações das mães quanto à segurança delas e de seus filhos. Deborah Rhode defende que, ao contrário do que afirmam alguns ativistas dos direitos dos homens, pesquisas mostram que a custódia legal conjunta não aumenta a probabilidade de os pais pagarem pensão alimentícia ou se manterem envolvidos como pais. Michael Flood argumenta que o movimento dos direitos dos pais e dos direitos dos homens parece priorizar o restabelecimento da autoridade paterna sobre os filhos, em vez de um envolvimento efetivo, e que prioriza princípios de igualdade em detrimento do cuidado positivo e do bem-estar das crianças.

### Circuncisão
Alguns observadores afirmam que o movimento 'intactivist', um movimento contra a circuncisão, possui certa sobreposição com o movimento dos direitos dos homens. A maioria dos ativistas dos direitos dos homens se opõe à circuncisão neonatal de rotina e afirma que a mutilação genital feminina recebeu mais atenção do que a circuncisão masculina.
A controvérsia em torno da circuncisão não-consensual de crianças por razões não terapêuticas não é exclusiva do movimento dos direitos dos homens e envolve também preocupações de feministas e da ética médica. Alguns médicos e acadêmicos argumentam que a circuncisão viola o direito à saúde e à integridade corporal, enquanto outros discordam.

### Divórcio
Grupos dos direitos dos homens nos Estados Unidos começaram a se organizar em oposição à reforma do divórcio e questões de custódia por volta da década de 1960. Até então, os maridos detinham o poder legal e o controle sobre esposas e filhos. Os homens envolvidos na organização inicial afirmavam que as leis de família e divórcio os discriminavam e favoreciam suas esposas. O líder dos direitos dos homens, Rich Doyle, comparou os tribunais de divórcio a matadouros, considerando seus veredictos insensíveis e irrazoáveis.
Ativistas dos direitos dos homens argumentam que as leis de divórcio e custódia violam os direitos individuais dos homens à proteção igualitária. A professora de direito Gwendolyn Leachman escreve que esse tipo de enquadramento "minimiza os vieses sistêmicos enfrentados pelas mulheres, que justificam leis de divórcio e custódia protetoras".

### Violência doméstica
Grupos dos direitos dos homens descrevem a violência doméstica cometida por mulheres contra homens como um problema que passa despercebido, é subnotificado, e pouco pesquisada, em parte porque os homens relutam em se identificar como vítimas. Eles afirmam que as mulheres são tão agressivas – ou mais – que os homens nos relacionamentos e que a violência doméstica é simétrica em termos de gênero. Eles citam pesquisas controversas sobre conflitos familiares, de Murray Straus e Richard Gelles, como evidência da simetria de gênero. Os defensores dos direitos dos homens afirmam que os sistemas judiciais aceitam demasiadamente as falsas acusações de violência doméstica feitas por mulheres contra seus parceiros masculinos. Esses defensores têm criticado as proteções legais, políticas e práticas destinadas a mulheres abusadas, fazendo campanha por abrigos de violência doméstica para homens agredidos e pela educação do sistema judicial sobre a violência das mulheres contra os homens. No final do século XX ou início do século XXI, a National Coalition for Free Men moveu uma ação contra o estado de Minnesota, exigindo que o financiamento destinado a programas de violência doméstica para mulheres fosse retirado, sob a ideia de que isso "discrimina os homens".
Em resposta a tais alegações, o estudioso da violência familiar Richard Gelles publicou um artigo intitulado "Violência Doméstica: Não é um Campo de Jogo Igualitário" e acusou o movimento dos direitos dos homens de distorcer seus resultados de pesquisa sobre a violência entre homens e mulheres para promover uma agenda misógina. Muitos estudiosos e defensores da violência doméstica rejeitaram as pesquisas citadas pelos ativistas dos direitos dos homens como falhas, contestando suas alegações de que tal violência é simétrica entre os gêneros, afirmando que o foco dado à violência das mulheres se deve a uma agenda política para minimizar a gravidade do problema da violência masculina contra mulheres e crianças e para minar os serviços destinados às mulheres abusadas.

### Educação
Os defensores dos direitos dos homens descrevem a educação dos meninos como estando em crise, com os meninos apresentando desempenho e motivação educacional reduzidos em comparação às meninas. Os ativistas culpam a influência do feminismo na educação pelo que acreditam ser uma discriminação e opressão sistemática dos meninos no sistema educacional. Eles criticam o que descrevem como a "feminização" da educação, afirmando que a predominância de professoras, o foco nas necessidades das meninas, assim como um currículo e métodos de avaliação que supostamente favorecem as meninas, têm se mostrado repressivos e limitadores para homens e meninos.
Grupos dos direitos dos homens defendem o reconhecimento ampliado da masculinidade, a existência de um maior número de modelos masculinos, a prática de esportes mais competitivos e o aumento das responsabilidades dos meninos no ambiente escolar. Também defenderam rotinas escolares mais claras, estruturas escolares mais tradicionais – incluindo salas de aula educação segregada por gênero – e uma disciplina mais rigorosa.
Uma característica primária dos grupos dos direitos dos homens é a visão dos meninos como um grupo homogêneo que compartilha experiências educacionais comuns; isso faz com que não se leve em conta como as respostas às abordagens educacionais podem diferir por idade, deficiência, cultura, etnia, sexualidade, religião e classe.
Na Austrália, o discurso dos direitos dos homens influenciou documentos de política governamental. Em comparação, menos impacto foi notado no Reino Unido, onde as feministas historicamente tiveram menor influência na política educacional. No entanto, Mary Curnock Cook, a diretora executiva da Universities and Colleges Admissions Service (UCAS) britânica, argumentou que, na Grã-Bretanha, "apesar das evidências claras e da cobertura da imprensa, há um silêncio político ensurdecedor sobre o assunto. Será que o movimento feminista se tornou tão normalizado que não conseguimos conceber a necessidade de tomar medidas positivas para garantir resultados educacionais iguais para os meninos?"

### Estruturas governamentais
Grupos dos direitos dos homens têm exigido que estruturas governamentais abordem questões específicas dos homens e meninos, incluindo educação, saúde, trabalho e casamento. Grupos dos direitos dos homens na Índia têm exigido a criação de um Ministério do Bem-Estar Masculino e de uma Comissão Nacional para Homens, ou a abolição da Comissão Nacional para as Mulheres. No Reino Unido, a criação de um Ministro para os Homens, análogo ao atual Ministro para as Mulheres (Reino Unido), foi proposta por David Amess, deputado, e por Lord Northbourne, mas foi rejeitada pelo governo liderado pelo Primeiro-Ministro Tony Blair. Nos Estados Unidos, Warren Farrell lidera uma comissão focada na criação de um Conselho da Casa Branca para Meninos e Homens, como contraponto ao Conselho da Casa Branca para Mulheres e Meninas, criado em março de 2009.

### Saúde
Grupos dos direitos dos homens veem as questões de saúde enfrentadas pelos homens – e sua menor expectativa de vida em comparação com as mulheres globalmente – como evidência de discriminação e opressão. Eles afirmam que o feminismo levou a que as questões de saúde das mulheres fossem privilegiadas em detrimento das dos homens. Destacam certas disparidades no financiamento de questões de saúde dos homens em comparação às das mulheres, afirmando, por exemplo, que pesquisas sobre câncer de próstata recebem menos recursos do que pesquisas sobre câncer de mama. Contudo, mulheres e minorias foram tipicamente excluídas das pesquisas médicas até a década de 1990. Viviana Simon afirma: "A maior parte da pesquisa biomédica e clínica foi baseada na suposição de que o homem pode servir de representante da espécie." Acadêmicos alertam que tais pressupostos falsos ainda são prevalentes. Ao contrário das afirmações antifeministas, os achados empíricos sugerem que o viés de gênero contra as mulheres continua sendo a norma na medicina.  Farrell argumenta que a industrialização elevou o nível de estresse dos homens enquanto o reduziu para as mulheres, ao afastar os homens do lar e da família, e ao aproximar as mulheres desses mesmos ambientes. Ele cita isso como explicação para o fato de que os homens têm maior probabilidade de morrer das 15 principais causas de morte em todas as idades. Argumenta também que o governo dos EUA dispõe de um Escritório de Pesquisa sobre a Saúde das Mulheres, mas não de um Escritório de Pesquisa sobre a Saúde dos Homens, além de gastar o dobro em saúde feminina, o que demonstra que a sociedade considera os homens mais descartáveis que as mulheres.
Estudiosos têm criticado essas afirmações, afirmando, como coloca Michael Messner, que os piores resultados de saúde se devem aos elevados custos impostos aos homens "pela conformidade com as definições estreitas de masculinidade que prometem trazer-lhes status e privilégio", e que esses custos recaem desproporcionalmente sobre os homens que estão marginalizados social e economicamente. Segundo Michael Flood, a saúde dos homens seria melhorada ao se "combater as noções destrutivas de masculinidade, um sistema econômico que valoriza o lucro e a produtividade em detrimento da saúde dos trabalhadores, e a ignorância dos provedores de serviços", em vez de culpar um movimento feminista na área da saúde. Genevieve Creighton & John L Oliffe afirmam que os homens adotam práticas positivas de saúde, como reduzir a ingestão de gorduras e álcool, para se conformar a ideais masculinos positivos. Alguns argumentam que a biologia também contribui para a diferença na expectativa de vida. Por exemplo, observou-se que as fêmeas consistentemente vivem mais do que os machos entre os primatas. Eunuco, castrado antes da puberdade, mostrou viver, com variações, mais do que outros homens, apontando para os níveis de testosterona como um fator na diferença de expectativa de vida. Luy e Gast descobriram que a diferença na expectativa de vida entre fêmeas e machos se deve, principalmente, a taxas de mortalidade mais altas entre subgrupos específicos de homens. Eles afirmam, portanto, que os programas sociais deveriam ser direcionados especificamente a esses subgrupos, e não aos homens como um todo.

### Sem-teto
Glen Poole, autor do livro Equality For Men, argumenta que a questão dos sem-teto é marcada pelo gênero, afirmando que, na Grã-Bretanha, a maioria das pessoas sem-teto é masculina. Um estudo de 2018, realizado em três departamentos de emergência na Pensilvânia, encontrou pouca diferença no número de homens e mulheres que se autodeclararam sem-teto; entretanto, o estudo não afirmava refletir a população de sem-teto de todo os Estados Unidos. Predefinição:Primary source inline Em 2022, a maioria dos indivíduos sem-teto era masculina. Os homens também têm maior probabilidade de não ter abrigo do que as mulheres, o que pode ser, em parte, devido aos administradores do sistema de sem-teto priorizarem vulnerabilidade, idade ou risco de violência em detrimento de servir igualmente homens e mulheres. Contudo, diversas razões fora do sistema de sem-teto – como a super-representação dos homens no sistema de justiça criminal e a maior propensão dos homens a abandonar os estudos – também são apontadas. Para informações sobre a população de sem-teto nos Estados Unidos como um todo, consulte Falta de Moradia nos Estados Unidos.

### Encarceramento
Campanhas dos direitos dos homens afirmam que os homens recebem tratamento mais severo que as mulheres nos sistemas de justiça criminal ao redor do mundo. Eles citam a desproporção de homens nas prisões como evidência disso. Nos Estados Unidos, no Reino Unido, na Austrália, na Índia e em toda a União Europeia, 90–95% dos internos são homens. Estudos demonstraram que, em comparação com as mulheres que cometem crimes semelhantes, os homens têm maior probabilidade de serem presos, receberem penas mais longas e cumprirem uma parcela maior de suas sentenças. Segundo Warren Farrell, um homem condenado por assassinato nos Estados Unidos tem vinte vezes mais probabilidade de receber a pena de morte do que uma mulher condenada por assassinato. Há também evidências de que agressores sexuais do sexo feminino são tratados com mais indulgência do que seus equivalentes masculinos. Farrell acredita que a sociedade considera as mulheres naturalmente mais inocentes e credíveis, e critica as defesas de mulher agredida e de infanticídio. Ele critica as condições nas prisões masculinas e a falta de atenção das autoridades à violência sexual entre homens em prisões nos Estados Unidos.

### Conscrição militar
Ativistas dos direitos dos homens argumentam que a conscrição militar exclusiva para homens é um exemplo de discriminação contra eles. Historicamente, a maioria das sociedades exigiu apenas a conscrição de homens. Segundo David Benatar, "talvez o exemplo mais óbvio da desvantagem masculina seja a longa história de pressões sociais e legais sobre os homens – e não sobre as mulheres – para que entrem no serviço militar e lutem em guerras, arriscando suas vidas e sua saúde física e psicológica. Quando a pressão para ingressar no exército se manifesta na forma de conscrição, os custos da evasão têm sido o exílio autoimposto, a prisão, a agressão física ou, nas circunstâncias mais extremas, a execução." Cerca de 80 países no mundo ainda utilizam a conscrição em várias formas, e a maioria desses países mantém o alistamento apenas para homens. Em 2018, apenas dois países – Noruega e Suécia – exigiam que as mulheres fossem conscritas sob as mesmas condições formais dos homens.
Nos Estados Unidos, todos os homens com idade entre 18 e 25 anos são obrigados a se registrar no Selective Service System. A não realização desse registro pode resultar em multas, prisão e inelegibilidade para empréstimos estudantis e emprego federal. As mulheres não são obrigadas a se registrar. Em 1971, resistentes ao alistamento nos EUA iniciaram uma ação coletiva alegando que a conscrição exclusiva para homens violava os direitos dos homens à proteção igualitária sob a constituição dos EUA. Quando o caso, Rostker v. Goldberg, chegou à Suprema Corte em 1981, eles receberam o apoio de um grupo dos direitos dos homens e de vários grupos feministas, incluindo a Organização Nacional para as Mulheres. Contudo, a Suprema Corte confirmou a Lei de Serviço Seletivo Militar, afirmando que "o argumento a favor do registro das mulheres baseava-se em considerações de equidade, mas o Congresso tinha o direito, no exercício de seus poderes constitucionais, de focar na necessidade militar, em vez da 'equidade'". A decisão de 2016 do Secretário de Defesa Ash Carter de abrir todas as posições de combate para as mulheres reacendeu o debate sobre se as mulheres deveriam ser obrigadas a se registrar no Selective Service System.

### Fraude de paternidade
O interesse de grupos de direitos dos homens e dos pais na “fraude de paternidade” ou paternidade equivocada divide-se em duas categorias principais: homens obrigados a fornecer suporte financeiro para uma criança que, por meio de teste de DNA, foi comprovadamente não ser seu filho biológico; e homens que foram levados a acreditar que as crianças que criam são suas, descobrindo posteriormente o contrário.
Eles defendem uma visão biológica da paternidade, enfatizando a importância da base genética em vez dos aspectos sociais.
Eles afirmam que os homens não devem ser forçados a sustentar crianças geradas por outro homem, e que são prejudicados pelo fato de se estabelecer uma relação entre um homem e crianças não biológicas, privando tanto as crianças quanto o pai biológico dessa experiência e do conhecimento de sua história genética. Além disso, afirmam que aos pais não biológicos são negados os recursos para terem seus próprios filhos em outro relacionamento.
Ativistas dos direitos dos homens defendem o uso do consentimento de apenas um dos pais para os testes de paternidade, a fim de tranquilizar os pais presumidos quanto à paternidade da criança; e grupos de direitos dos homens e dos pais também exigem a realização compulsória de testes de paternidade em todas as crianças.
Campanhas têm sido realizadas em apoio aos homens que, por meio de testes genéticos, demonstraram não ser o pai biológico, mas que, ainda assim, são obrigados a assumir responsabilidades financeiras.
Impulsionados por tais preocupações, legisladores em determinadas jurisdições apoiaram essa visão biológica, aprovando leis que concedem alívio no pagamento de pensão alimentícia quando se comprova que um homem não é o pai.
Grupos australianos de direitos dos homens se opuseram às recomendações de um relatório da Comissão Australiana de Reforma da Lei e do Conselho Nacional de Saúde e Pesquisa Médica, os quais exigiriam o consentimento informado de ambos os pais para testes de paternidade em crianças pequenas, bem como leis que tornariam ilegal a obtenção de amostras para teste de DNA sem o consentimento informado do indivíduo.
As estimativas sobre a incidência de paternidade equivocada variam consideravelmente. Alguns ativistas afirmam que entre 10% e 30% das crianças estão sendo criadas por homens que desconhecem não serem os pais biológicos; contudo, o professor Leslie Cannold sustenta que esses números foram inflacionados por uma ordem de magnitude, apresentando cerca de 1% na Austrália e no Reino Unido, e 3% nos Estados Unidos.
O sociólogo Michael Gilding afirma que os ativistas dos direitos dos homens exageram a taxa e a extensão da paternidade equivocada, estimando-a em cerca de 1–3%.
Gilding se opõe às exigências desnecessárias de testes de paternidade obrigatórios para todas as crianças.
Mesmo as estimativas mais baixas sugerem que a fraude de paternidade afeta dezenas de milhares de homens somente nos Estados Unidos.

#### Acusações falsas contra homens
Ativistas dos direitos dos homens acreditam que há um número significativo de acusações falsas de estupro, e propõem mudanças legais para proteger os homens nessas situações.
Defensores dos direitos dos homens afirmam que a divulgação do nome do acusado, enquanto se garante o anonimato do acusador (vítima), incentiva esse tipo de abuso.
Além disso, afirmam que o estupro “tem sido usado como golpe”.
Estudos realizados nos Estados Unidos, Austrália e na Grã-Bretanha constataram que a porcentagem de alegações falsas ou não fundamentadas de estupro situa-se entre 2% e 8%.
Embora as falsas acusações de estupro recebam grande atenção na internet e na mídia, a vasta maioria não resulta em condenação ou prisão injusta, apesar das alegações de algumas organizações.
Um estudo do Home Office demonstrou que, no início dos anos 2000, de 216 casos de agressão sexual classificados como falsas alegações, apenas seis resultaram em prisão e somente dois levaram a acusações, antes de serem desclassificados como falsos.
Para discutir o tema das falsas acusações de estupro, as categorias “falsas” e “não fundamentadas” costumam ser confundidas, como quando a Coalizão Nacional pelos Homens cita o resumo do FBI de 1996, que aponta uma taxa de 8% para estupro forçado não fundamentado – quatro vezes superior à média para todos os crimes de índice em geral.
Especialistas ressaltam que as alegações falsas verificadas constituem categoria distinta das não fundamentadas, e confundí-las é falacioso.
Esses números são amplamente debatidos devido à metodologia questionável e ao tamanho reduzido das amostras.

#### Violência sexual contra homens
Ativistas dos direitos dos homens também levantam questões sobre a violência sexual contra homens, especialmente diante do estigma que recai sobre as vítimas masculinas de estupro e dos problemas legais enfrentados, como contrprocessos por estupro, pensão alimentícia (veja Hermesmann v. Seyer), e a falta de ação.
Além disso, criticam a pouca atenção dedicada ao estupro entre homens nas prisões pelas autoridades.

#### Criminalização do estupro conjugal
Decisões legislativas e judiciais que criminalizam o estupro conjugal são contestadas por alguns grupos de direitos dos homens no Reino Unido, nos Estados Unidos
e na Índia.
As razões para a oposição incluem preocupações com acusações falsas relacionadas a processos de divórcio,
e à crença de que o sexo no casamento é parte irrevogável da instituição matrimonial.
Na Índia, há ansiedade em relação aos relacionamentos
e quanto ao futuro do casamento, uma vez que tais leis concedem às mulheres “direitos grosseiramente desproporcionais”.
Virag Dhulia, da Save Indian Family Foundation, organização de direitos dos homens, opôs-se aos esforços recentes para criminalizar o estupro conjugal na Índia, argumentando que “nenhum relacionamento funcionará se essas regras forem aplicadas”.

#### Crítica do discurso sobre estupro pelos direitos dos homens
Acadêmicas feministas Lise Gotell e Emily Dutton argumentam que o conteúdo na manosfera revela argumentos antifeministas, incluindo a ideia de que a violência sexual é um problema neutro em termos de gênero, que as feministas apagam as experiências de vitimização dos homens, que as alegações falsas são generalizadas e que a cultura do estupro representa um pânico moral produzido pelo feminismo.
Defendem que é importante abordar [este tópico] pois há risco real de que as reivindicações da Ativação dos Direitos dos Homens (MRA) passem a definir o debate popular sobre violência sexual.

### Direitos reprodutivos
Campanhas dos direitos dos homens afirmam que, embora a mulher tenha várias vias legais para optar por não ser mãe após a concepção (aborto, adoção, leis de abrigo seguro), o homem não dispõe de escolha quanto a se tornar pai, ficando à mercê da decisão da mãe.
Ademais, um homem que concebe uma criança por meio de coerção reprodutiva ou abuso sexual cometido por uma mulher pode ser obrigado a suportar financeiramente a criança.
Casos em Kansas, Califórnia e Arizona demonstraram que um homem estuprado na adolescência por uma mulher pode ser legalmente responsabilizado por uma criança resultante do abuso – situação descrita pelo diretor do National Center for Men como “ridiculamente fora de escala” e que “não seria tolerada” se os papéis fossem invertidos.
Segundo Warren Farrell, "Roe v. Wade concedeu às mulheres o controle sobre seus corpos. Os homens ainda não têm controle sobre os seus—seja no amor ou na guerra."Predefinição:Third-party inline
Consequentemente, alguns defendem o “aborto em papel”, que permitiria ao pai biológico, antes do nascimento da criança, renunciar a quaisquer direitos, privilégios e responsabilidades, inclusive o suporte financeiro.
Em 2006, o National Center for Men, dos Estados Unidos, apoiou Dubay v. Wells, um processo que discutia se os homens deveriam ter a oportunidade de renunciar a todos os direitos e responsabilidades paternas em caso de gravidez não planejada. Os defensores argumentaram que isso daria à mulher tempo para tomar uma decisão informada e equipararia os direitos reprodutivos dos homens aos das mulheres.
O caso e o recurso foram rejeitados, com o Tribunal de Apelações dos EUA (Sexto Circuito) afirmando que nenhum dos pais tem o direito de se eximir das responsabilidades financeiras relativas a uma criança e que "a alegação de Dubay de que o direito de um homem de renunciar à paternidade seria análogo ao direito de uma mulher ao aborto baseia-se em uma analogia falsa".

### Seguridade social e seguros
Grupos dos direitos dos homens argumentam que as mulheres recebem benefícios de seguridade social e vantagens fiscais superiores aos dos homens.
Warren Farrell afirma que os homens, nos Estados Unidos, contribuem mais para a seguridade social, mas que, no total, as mulheres recebem mais benefícios, e que a discriminação contra os homens em seguros e pensões não tem sido reconhecida.

### Suicídio
Ativistas dos direitos dos homens apontam taxas de suicídio mais elevadas entre os homens do que entre as mulheres.
Nos Estados Unidos, por exemplo, a razão entre mortes por suicídio de homens e mulheres varia aproximadamente entre 3:1 e 10:1, e alguns estudos indicam uma maior intenção suicida entre os homens.
Na Austrália, 75% dos suicídios são cometidos por homens, com, em média, 6 homens se suicidando diariamente.
Estudos também demonstram que há uma super-representação de mulheres em tentativas ou suicídios incompletos, e de homens em suicídios consumados.
Esse fenômeno, descrito como o “paradoxo de gênero no suicídio”, deve-se, segundo os estudos, à tendência de as mulheres utilizarem métodos menos letais e ao maior acesso dos homens a métodos letais.

## Ativistas proeminentes dos direitos dos homens
A maioria dos ativistas dos direitos dos homens nos Estados Unidos é composta por homens brancos, de classe média e heterossexuais.
Entre os defensores proeminentes estão Warren Farrell, Herb Goldberg, Richard Doyle, e Asa Baber.
Também participam mulheres do movimento, como Helen Smith, Christina Hoff Sommers, Erin Pizzey e Bettina Arndt.

### Karen DeCrow
Karen DeCrow foi advogada, autora, ativista e feminista americana, que presidiu a National Organization for Women de 1974 a 1977; foi também uma firme defensora da igualdade de direitos para os homens em decisões de custódia de filhos, defendendo uma “presunção refutável” de custódia compartilhada após o divórcio.
Ela também afirmou que homens, assim como mulheres, deveriam ter a possibilidade de optar por não se tornarem pais, e foi uma fervorosa defensora dos movimentos dos direitos dos pais, argumentando que a violência doméstica é uma “rua de mão dupla”.
Como resultado, DeCrow constatou que estava “cada vez mais em desacordo com a organização que um dia liderou, embora nunca tenha se separado dela”.

### Marc Angelucci
Marc Angelucci foi advogado americano, ativista dos direitos dos homens e vice-presidente da Coalizão Nacional dos Homens (NCFM).
Como advogado, representou diversos casos ligados às questões dos direitos dos homens, destacando-se National Coalition for Men v. Selective Service System, no qual um juiz federal declarou inconstitucional o sistema de serviço seletivo exclusivo para homens, e Woods v. Horton, que decidiu que a Legislatura do Estado da Califórnia excluiu, de forma inconstitucional, os homens dos programas de proteção a vítimas de violência doméstica.

### Warren Farrell
Warren Farrell é educador, ativista e autor americano de sete livros sobre questões de homens e mulheres.
Inicialmente, ganhou destaque na década de 1970 como apoiador do feminismo de segunda onda; atuou no Conselho da National Organization for Women (NOW) em Nova York. Geralmente considerado o “Pai do Movimento dos Direitos dos Homens”, defende “um movimento de libertação de gênero, com ambos os sexos percorrendo um quilômetro nos sapatos do outro”.

### Herb Goldberg
Herb Goldberg foi o autor dos livros O Que os Homens Ainda Não Sabem Sobre as Mulheres, Relacionamentos e Amor; Os Perigos de Ser Masculino: Sobrevivendo ao Mito do Privilégio Masculino (1975), O Que os Homens Realmente Querem e Segredos dos Homens, obras ligadas ao movimento formativo dos direitos dos homens.
Foi professor emérito de psicologia na California State University, Los Angeles e psicólogo atuante em Los Angeles.

### Erin Pizzey
Erin Pizzey é ativista inglesa dos direitos dos homens, defensora contra a violência doméstica e ex-feminista.
Defende uma teoria controversa segundo a qual a maior parte da violência doméstica entre homens e mulheres é mútua e recíproca.
Pizzey lançou duas obras notáveis, Scream Quietly or the Neighbours Will Hear e Prone to Violence.Predefinição:Undue weight inline
Nos Honrarias do Ano Novo de 2024 foi nomeada Comandante da Ordem do Império Britânico.

### Bettina Arndt
Bettina Arndt é ativista australiana dos direitos dos homens, agraciada com a Ordem da Austrália por equidade de gênero em 2020.
Apesar das críticas intensas, o Conselho da Premiação da Austrália decidiu não retirar o prêmio a ela conferido.Predefinição:Undue weight inline

## Recepção
Muitos autores caracterizam o movimento dos direitos dos homens como misógino.
O Southern Poverty Law Center afirmou que, embora alguns sites, blogs e fóruns relacionados ao movimento “expressem queixas legítimas e, por vezes, perturbadoras sobre o tratamento dos homens, o que mais chama a atenção é o tom misógino que permeia muitos deles”.
Após investigações adicionais, o SPLC afirmou: “Um desejo velado de dominar as mulheres e a convicção de que o sistema atual oprime os homens em favor das mulheres são os princípios unificadores da visão de mundo supremacista masculina”.
Outros estudos apontam que grupos dos direitos dos homens na Índia tentam modificar ou abolir proteções legais importantes para as mulheres como manifestação de “ansiedade patriarcal”, além de adotarem postura hostil contra as mulheres.
Em 2024, a UN Women descreveu os movimentos dos direitos dos homens, anti-gênero e críticos de gênero como exemplos de movimentos anti-direitos e os associou a “propaganda de ódio e desinformação para atingir e tentar deslegitimar pessoas com diversas orientações sexuais, identidades de gênero, expressões de gênero e características sexuais”.
O local da primeira Conferência dos Direitos dos Homens nos EUA recebeu ameaças de morte, ligações e manifestações, obrigando os organizadores a arrecadar fundos para segurança extra, e, eventualmente, mudar o local.
A professora Ruth M. Mann, da University of Windsor no Canadá, sugere que os grupos dos direitos dos homens alimentam uma retórica internacional de ódio e vitimização ao disseminar desinformação por meio de fóruns e sites online que publicam constantemente “diatribes contra o feminismo, ex-esposas, pensão alimentícia, abrigos e os sistemas de direito de família e justiça criminal”.<
Segundo Mann, essas narrativas reacendem o ódio e reforçam a crença de que o sistema é tendencioso contra os homens e que o feminismo encobre, em larga escala e de forma contínua, a vitimização masculina.
Mann ainda afirma que, diferentemente dos grupos feministas, que defendem serviços de apoio às vítimas de violência doméstica para diversos grupos historicamente oprimidos – como pessoas afetadas pela pobreza, etnia, deficiência, orientação sexual, etc. –, os grupos dos direitos dos homens buscam seus objetivos ao se oporem ativamente e tentar desmontar os serviços e apoios criados para proteger mulheres e crianças abusadas.
Outros pesquisadores, como Michael Flood, acusaram o movimento dos direitos dos homens – em especial os grupos de direitos dos pais na Austrália – de colocar em risco mulheres, crianças e até mesmo homens que estão sob maior risco de abuso e violência.
Flood afirma que os grupos dos direitos dos homens/dos direitos dos pais na Austrália perseguem “igualdade com vingança” ou políticas iguais com resultados e motivações negativas, a fim de restabelecer a autoridade paterna sobre o bem-estar das crianças e das mulheres, bem como promover uma paternidade positiva.